# محار ملزمي

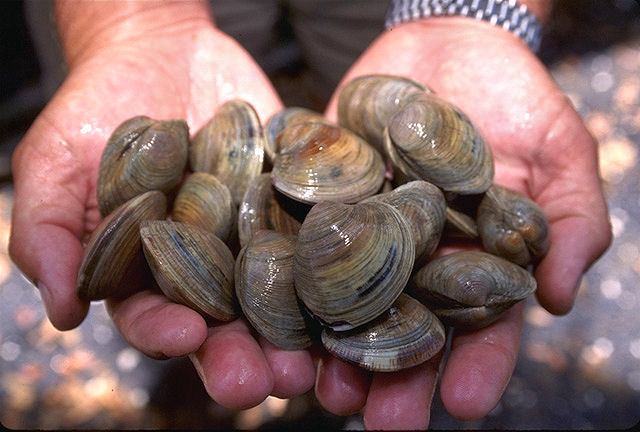
الزلفيات ذوات الأصداف الصلبة

المحار الملزمي أو الزلفية (بالإنجليزية: Clam)‏ هو اسم يطلق على مجموعة من الحيوانات الرخوية من ذوات المصراعين ذات شكل بيضاوي أو ما شابهه، والتي لا تصنف كمحار، بلح البحر، أو محار صدفي.
تنقسم الزلفيات إلى عدة أنواع، ولعل من أكثرها أهمية وشيوعاً الزلفيات ذوات الأصداف الصلبة، والتي تعيش في المياه العميقة، والزلفيات ذوات الأصداف الناعمة.